# FIND THE WAY
「FIND THE WAY」（ファインド・ザ・ウェイ）は、中島美嘉の9枚目のシングル。

## 解説
2003年4枚目のシングル。中島としては初のアニメソングである。初回生産版には『ガンダムSEED』スペシャルワイドステッカーおよびガンダムウォーカードが封入された。

## 収録曲
1. FIND THE WAY
  - 作詞：中島美嘉／作曲：Lori Fine／編曲：島健
  - 毎日放送・TBS系アニメ『機動戦士ガンダムSEED』エンディングテーマ、『機動戦士ガンダムSEED スペシャルエディション完結編 鳴動の宇宙』主題歌。
2. FIND THE WAY（Instrumental）
3. 接吻（at-tica remix）
  - 作詞・作曲：田島貴男
4. FIND THE WAY（jamaals manatee mix by the orb）

## 収録アルバム
- 機動戦士ガンダムSEED COMPLETE BEST
- LØVE (#1)
- BEST (#1)
- DEARS (#1)

## カバー
FIND THE WAY
- 韓国の女性歌手、パダによって2006年にカバーされている。
- 中国の歌手韓雪によって2006年にカバーされている。
  - 「愛的出路」（2006年3月、アルバム『夏、恋情』）
- 日本では2014年、高畑充希によってカバーされている（アルバム「PLAY LIST」の１曲目に収録）。なお、高畑は自身がデビューした舞台のオーディションにおいて、この曲を歌唱している。
- 飛蘭 - 『FAYvorite』（2014年）
- 持田香織とCINEMA dub MONKSによってカバーされ、トリビュートアルバム『MIKA NAKASHIMA TRIBUTE』（2016年2月24日発売）に収録[1]。
- 南條愛乃 - ベストアルバム『THE MEMORIES APARTMENT ‐ Anime ‐』（2018年）収録